# Diva É a Mãe
Diva é a Mãe é o quarto álbum de estúdio da cantora e compositora Blubell. O disco é produzido pela própria Blubell com Maurício Tagliari e Luca Raele, o título Diva é a Mãe vêm da canção "Diva uma Ova", em que a cantora desglamouriza seu cotidiano. 

## Faixas
| N.º | Título                              | Compositor(es) | Duração |  |
| 1.  | "Protesto"                          | Blubell        | 3:27    |  |
| 2.  | "Blue"                              | Blubell        | 3:43    |  |
| 3.  | "Roast Beef (Parte 1)"              | Blubell        | 0:17    |  |
| 4.  | "Regret"                            | Blubell        | 3:40    |  |
| 5.  | "Picnic"                            | Blubell        | 3:39    |  |
| 6.  | "Bandido"                           | Blubell        | 3:47    |  |
| 7.  | "Because I Do"                      | Blubell        | 2:34    |  |
| 8.  | "Roast Beef (Parte 2)"              | Blubell        | 0:20    |  |
| 9.  | "A Mulher Solteira e o Homem Pavão" | Blubell        | 3:52    |  |
| 10. | "If You Only Knew"                  | Blubell        | 4:52    |  |
| 11. | "Diva uma Ova"                      | Blubell        | 4:37    |  |
| 12. | "Pra Não Sentir"                    | Blubell        | 5:15    |  |
| 13. | "Roast Beef (parte 3)"              | Blubell        | 0:18    |  |